# نوتر-دام-ده-بوآ، کبک
نوتر-دام-ده-بوآ (به فرانسوی: Notre-Dame-des-Bois) شهری در منطقه شهری لو گرانیت ناحیه استری در استان کبک کانادا است. در سرشماری سال ۲۰۱۱ این شهر ۸۵۵ نفر جمعیت داشته‌است و مساحت آن ۱۹۰٫۹ کیلومتر مربع است.